# Savinja

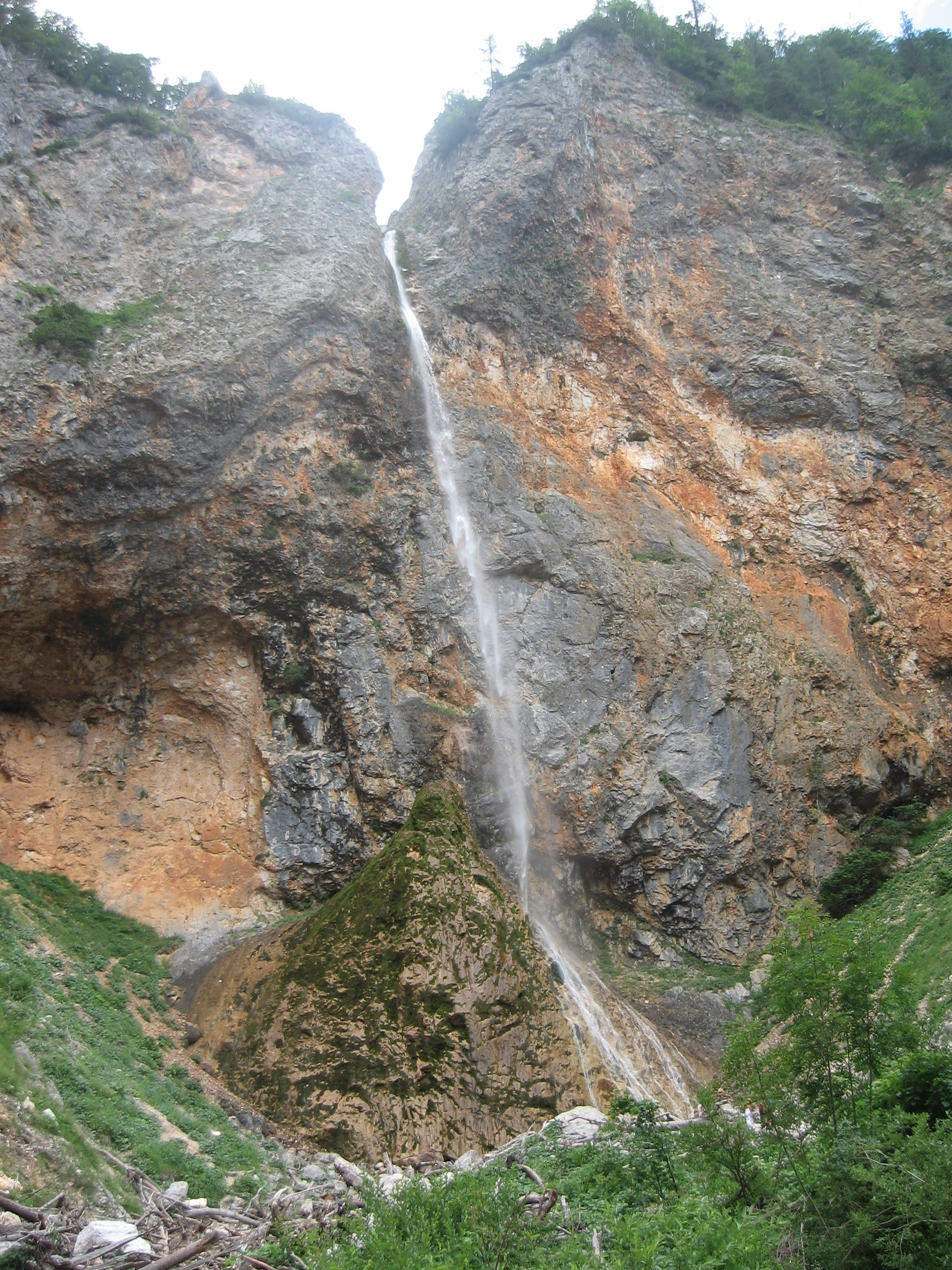
La sorgente della Savinja presso le cascate della Rinka.

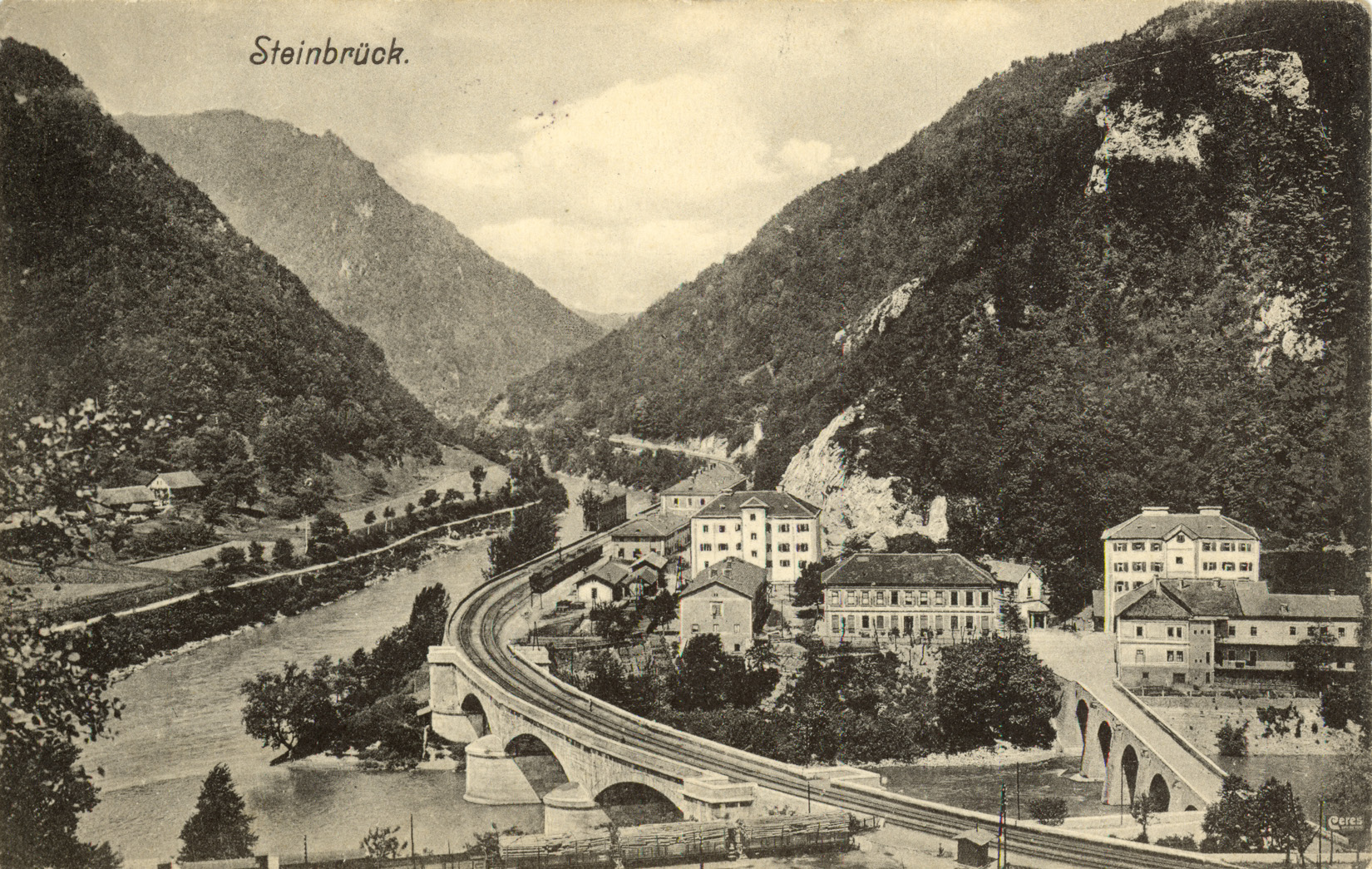
La confluenza della Sava e della Savinja a Zidani Most, dove la Savinja è attraversata da tre ponti. La foto è stata scattata nel 1914, prima della costruzione del nuovo ponte ferroviario.

La Savinja è un fiume nel nord-est della Slovenia che scorre principalmente nella valle della Savinja (in sloveno Zgornja in Spodnja Savinjska dolina) e attraverso le città di Celje e Laško. La Savinja è il fiume principale delle Alpi della Savinja. Sfocia nel fiume Sava presso la città di Zidani Most. È stato spesso soggetto a esondazioni, come negli anni '60, nel 1990 e nel 1995. La Savinja ha una lunghezza di 101,75 km e un bacino idrografico di 1.847,7 km2.

## Sorgente
Il torrente è creato dalle cascate della Rinka, che scorrono lungo un alveo regolamentato fino all'estremità inferiore della valle del Logar, dove sfociano nel torrente Jezera, dove diventano il fiume Savinja. Questa sorgente è stata proclamata "patrimonio naturale" e le cascate della Rinka sono una delle cascate più belle e famose della Slovenia. È la cascata più alta delle 20 cascate della Valle del Logar ed è visitata tutto l'anno. In inverno è popolare per gli alpinisti. La migliore vista della cascata è dalla sella del Kamnik.

## Affluenti
I principali affluenti della Savinja sono il Jušef e il Klobaša a Solčava, il Lučnica a Luče, il Ljubnica a Ljubno, il Dreta a Nazarje, il Paka a Šmartno ob Paki e il Ložnica e Voglajna con l'Hudinja a Celje.

## Idronimo ed etimologia
Il nome Savinja (attestato in fonti scritte attorno al 980 come Sovuina ) deriva da *Savun'a, a sua volta derivato dall'idronimo Sava, di cui è affluente. Il nome tedesco Sann è attestato per una fase successiva. Nel dialetto locale, il fiume è conosciuto come Sáu̯ńń. La forma* Savun'a avrebbe dovuto dare Savnja come l'attuale nome sloveno, ma è stata rimodellata sul modello di Hudinja. Si ritiene che il nome alla fine non sia di origine slava, ma di antica origine pre-slava.
Il nome tedesco Sann è stato utilizzato anche in alcune antiche fonti inglesi; per esempio, nella nona edizione di Encyclopædia Britannica del 1911.
Alcuni altri nomi per il fiume includono:
- fluvius Sana (IX secolo)[2]
- Souina (980)
- inter fluenta Souuuę et Sounę (1016)
- Seuna (1016)
- Souna (1025 ca.)
- inter fluenta Souuuae et Sounae (1028)
- Sounital (1042)

La dea romana Adsaluta, i cui altari sono stati rinvenuti nell'area dell'insediamento di Sava, è stata a lungo identificata con la Savinja. Gli studiosi moderni rifiutano la connessione.

## La vita lungo il fiume
Gli zatterieri di Ljubno hanno fornito il servizio di trasporto lungo il fiume fino agli anni '50. In loro memoria, una scultura in bronzo di una zattera (in sloveno Splavar), creata nel 1961 da Boris Kalin, si trova sulla riva sinistra del fiume a Celje.